# فنلاندی‌سازی

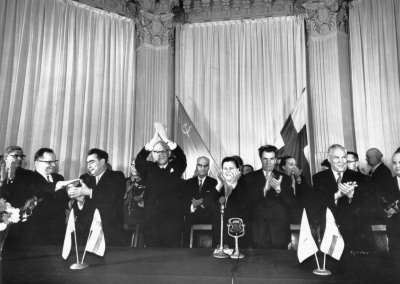
اورهو ککونن و لئونید برژنف در سال ۱۹۶۰ در جریان سفر دولتی ککونن به اتحاد جماهیر شوروی.

فنلاندی‌سازی یا فنلاندسازی یا فنلاندی شدن (فنلاندی: suomettuminen, سوئدی: finlandisering, آلمانی: Finnlandisierung, استونیایی: soometumine, روسی: финляндизация, finlyandizatsiya) فرآیندی است که طی آن یک کشور قدرتمند یک کشور همسایه کوچکتر را مجبور می‌کند از مخالفت با قوانین سیاست خارجی خود خودداری کند و در مقابل به آن اجازه می‌دهد استقلال اسمی و نظام سیاسی خود را حفظ کند. اصطلاح "شبیه شدن به فنلاند " به نفوذ اتحاد جماهیر شوروی بر سیاست‌های فنلاند در طول جنگ سرد اشاره دارد.
این اصطلاحی است که سیاست خارجی و داخلی فنلاند پس از جنگ جهانی دوم را توصیف می‌کند. فنلاندی شدن با لحنی منفی به تأثیر اتحاد جماهیر شوروی در تصمیم‌گیری سیاسی فنلاند اشاره دارد.

## پیشینه
این مفهوم در اوایل دهه ۱۹۵۰ در اتریش معرفی شد، اما در اواخر دهه ۱۹۶۰ به‌طور گسترده در آلمان غربی مورد استفاده قرار گرفت. این اصطلاح توسط پروفسور ریچارد لوونتال از دانشگاه آزاد برلین در اواخر دهه ۱۹۵۰ و ۱۹۶۰ در برلین غربی و توسط مخالفان صدراعظم ویلی برانت هنگام انتقاد از سیاست خارجی جدید وی، به دلیل طرفداری بیش از حد شوروی استفاده شد. برانت استفاده از این اصطلاح را به عنوان توهین به فنلاندی‌ها محکوم کرد.
برای سیاستمداران محافظه‌کار آلمان غربی، به‌ویژه فرانتس یوزف اشتراوس وزیر دفاع این کشور، پرونده فنلاند هشداری بود در مورد اینکه چگونه قدرت بزرگ جهانی به همسایه کوچک‌تر خود، اعمال نفوذ می‌کند و در عوض استقلال همسایه کوچک رسمی می‌شود. اکسل اشپرینگر اس.ای از اصطلاح فنلاندی سازی با پشتکار استفاده کرد. این اصطلاح به‌طور منفی به فنلاند اشاره دارد که تحت حوزه نفوذ اتحاد جماهیر شوروی قرار گرفته‌است. در فنلاند، نفوذ اتحاد جماهیر شوروی به سیاست داخلی نیز کشیده شد و خود را در رسانه‌ها به عنوان خودسانسوری نشان داد. سردبیر سابق فنلاند جدید، لوری آهو، نوشت که فنلاندی سازی به معنای «دولتی است که در آن، کشوری بدون اشغال شوروی، بدون تسلط کمونیستی و بدون حذف نهادهای دموکراتیک در درجه خاصی از وابستگی به مسکو است.» (Uusi Suomi، ۱۴ نوامبر ۱۹۷۱).

## پایان ماجرا
پس از فروپاشی اتحاد جماهیر شوروی در سال ۱۹۹۱ و پایان جنگ سرد، قرارداد ۱۹۴۸ بین فنلاند و اتحاد جماهیر شوروی با یک توافقنامه دوجانبه جدید بین فنلاند و روسیه با شرایط مساوی‌تر جایگزین شد که به دکترین پاسیکیوی-ککونن پایان داد. فنلاند در سال ۱۹۹۵ به اتحادیه اروپا پیوست و یک سیاست خارجی و امنیتی مشترک را معرفی کرد. از زمان پیوستن به برنامه مشارکت برای صلح ناتو در سال ۱۹۹۴، همکاری با ناتو از جمله قابلیت همکاری و مشارکت در ماموریت‌های ناتو توسط فنلاند افزایش یافته‌است.
علیرغم این تغییرات، فنلاند در ابتدا از نظر نظامی غیرمتعهد باقی ماند و سعی کرد روابط خوب خود را با روسیه حفظ کند. با این حال، حمله روسیه به اوکراین در سال ۲۰۲۲ باعث افزایش چشمگیر حمایت عمومی و سیاسی فنلاند برای عضویت کامل در ناتو شد. درخواست عضویت به‌طور رسمی در ۱۸ مه ارائه شد، و پس از تصویب تمام ۳۰ عضو ناتو، فنلاند در ۴ آوریل ۲۰۲۳ عضو ناتو شد. مفهوم «پایان فنلاند شدن» هم در مورد شرایط متغیر ناشی از پایان جنگ سرد و هم برای تصمیم فنلاند برای پیوستن به ناتو به کار رفته‌است.